# Perama mexiae
Perama mexiae är en måreväxtart som beskrevs av Paul Carpenter Standley och Julian Alfred Steyermark. Perama mexiae ingår i släktet Perama och familjen måreväxter. Inga underarter finns listade i Catalogue of Life.